# Barnen från Silvergatan
Barnen från Silvergatan (danska: Børnene fra Sølvgade) är en dansk familjefilm som hade premiär den 10 oktober 2024 i Danmark. Den är regisserad av Mehdi Avaz efter ett manus skrivet av Renée Simonsen. Filmen hade svensk premiär den 7 mars 2025.

## Handling
Filmen handlar om 11-åriga Katinka som bor med sina tre syskon i en lägenhet på Silvergatan. De bestämmer själva när de ska gå och lägga sig, om de känner för att borsta tänderna eller göra sina läxor. Så har det varit ända sen deras mamma försvann. Men rektorn börjar bli misstänksam kring barnens situation.

## Rollista (i urval)
- Ida Skelbæk-Knudsen – Katinka
- Alfred Nordhøj Kann – Tristan
- Amelia Ahmad Abdullatif – Petra
- Anders W. Berthelsen – Brian
- Katinka Lærke Petersen – Jessica
- Lars Ranthe – herr Moth
- Ditte Hansen